# Podorosk

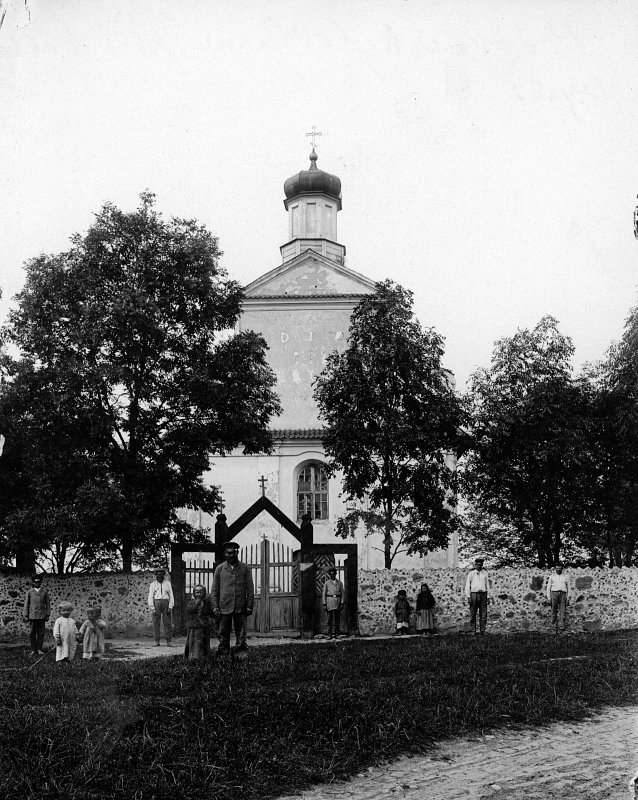
Cerkiew Świętej Trójcy w Podorosku, przed 1914 rokiem

Podorosk (biał. Падароск, ros. Подороск, hist. również Podorsk) – agromiasteczko na Białorusi, w rejonie wołkowyskim obwodu grodzieńskiego, nad Zelwianką, około 23 km na południe od Wołkowyska. Siedziba sielsowietu.
Działają tu dwie parafie – prawosławna (pw. Świętej Trójcy) i rzymskokatolicka (pw. św. Elżbiety Węgierskiej i Miłosierdzia Bożego).

## Historia
Pierwsze znane dziś wzmianki o Podorosku pochodzą z 1522 roku, kiedy to lokalny kościół wspomniano w spisie świątyń archidiecezji wileńskiej. W 1660 roku król Jan Kazimierz nadał wsi prawa miejskie na prawie magdeburskim. 
Na początku XVI wieku tutejsze dobra należały do Macieja Kłoczki (zm. w 1543 roku), wojewody witebskiego, którego córka, Marianna wniosła majątek we wianie mężowi Prokopowi Dolskiemu, sędziemu ziemskiemu wołkowyskiemu. Członkowie rodziny Dolskich pozostawali właścicielami majątku w XVII wieku. W XVIII wieku Podorosk należał kolejno do Wiśniowieckich, Scipio del Campo, Grabowskich. Jeszcze w 1819 roku Kazimierz Grabowski (~1774–1833) przyjmował w tutejszej swojej posiadłości Juliana Ursyna Niemcewicza.
Potem majątek przeszedł na własność Czeczottów. Pierwszym znanym właścicielem z tej rodziny był Konstanty Czeczott. Jego córka, Elżbieta (żyjąca ponad sto lat, bezdzietna), żona niejakiego Puchalskiego, odziedziczywszy majątek przekazała go córce swego bratanka, Albina, swojej córce chrzestnej, Elżbiecie Czeczottównej. Elżbieta Czeczottówna wyszła w 1880 roku za Romana Bochwica (1845–1894), syna znanego pisarza Floriana Bochwica (1799–1856) i Pauliny Majewskiej, siostrzenicy matki Adama Mickiewicza, Barbary Majewskiej. Podorosk pozostał własnością rodziny Bochwiców do 1939 roku. Ostatni właściciel Otto Bochwic (ur. w 1880 roku) zmarł po aresztowaniu przez Sowietów we wrześniu 1939 roku.
Według innych źródeł Podorosk został kupiony w 1854 roku przez Romana Bochwica.  
Po III rozbiorze Polski w 1795 roku Podorosk, wcześniej należący do powiatu wołkowyskiego województwa nowogródzkiego Rzeczypospolitej, znalazł się na terenie powiatu wołkowyskiego (ujezdu), wchodzącego w skład kolejno guberni: słonimskiej, litewskiej i grodzieńskiej Imperium Rosyjskiego. Po ustabilizowaniu się granicy polsko-radzieckiej w 1921 roku wieś wróciła do Polski, została siedzibą gminy wiejskiej Podorosk powiatu wołkowyskiego województwa białostockiego, od 1945 roku – Podorosk był w ZSRR, od 1991 roku – na terenie Republiki Białorusi.
W 1776 roku wybudowano w miasteczku kościół katolicki, a w 1780 cerkiew unicką (po 1839 r. prawosławną, przebudowaną w 1867 roku). W 1993 roku lokalny klub straży pożarnej przebudowano na kościół katolicki św. Elżbiety i Miłosierdzia Bożego.
W podoroskiej cerkwi był chrzczony późniejszy jezuita Maksymilian Stanisław Ryłło (1802–1848), który urodził się w tym miasteczku.
W okresie międzywojennym Podorosk był wsią.
W 1914 roku w miejscowości mieszkało 439 osób, w 2009 roku – 602 osoby.

## Dwór
Klasycystyczny dwór na brzegu rzeki Zelwianki został zbudowany w końcu XVIII wieku, najprawdopodobniej przez Konstantego Czeczotta lub jeszcze przez Grabowskich. W latach 1854–1856 dwór został gruntownie przebudowany według planów wileńskiego architekta Łuby. Jest to parterowy dom z piętrową częścią środkową, zbudowany na planie wydłużonego prostokąta. W środkowej murowanej części budynku znajduje się okazały dwukondygnacyjny portyk, dobudowany w ramach tej przebudowy do pięcioosiowego pseudoryzalitu. Nad wejściem wznosi się półkolisty balkon oparty na dwóch wysuniętych kolumnach. Starsze skrzydła boczne są drewniane i otynkowane.
Dwór otoczony jest niedużym parkiem krajobrazowym. Zachowała się też część dawnych zabudowań gospodarczych, m.in. kuchnia, łaźnia, warsztaty, gorzelnia i młyn wodny. Teren majątku otoczony jest murowanym ogrodzeniem z okazałą ceglaną bramą wjazdową z przełomu XIX i XX wieku.
Po II wojnie światowej mieściły się tu biura miejscowego sowchozu. Obecnie, od 2004 roku, budynek jest opuszczony, jednak znajduje się w dobrym stanie. Wnętrza są zrujnowane.
Dwór jest historyczno-kulturalnym zabytkiem Białorusi o numerze ewidencyjnym 412Г000113.
Majątek w Podorosku jest opisany w 2. tomie Dziejów rezydencji na dawnych kresach Rzeczypospolitej Romana Aftanazego.

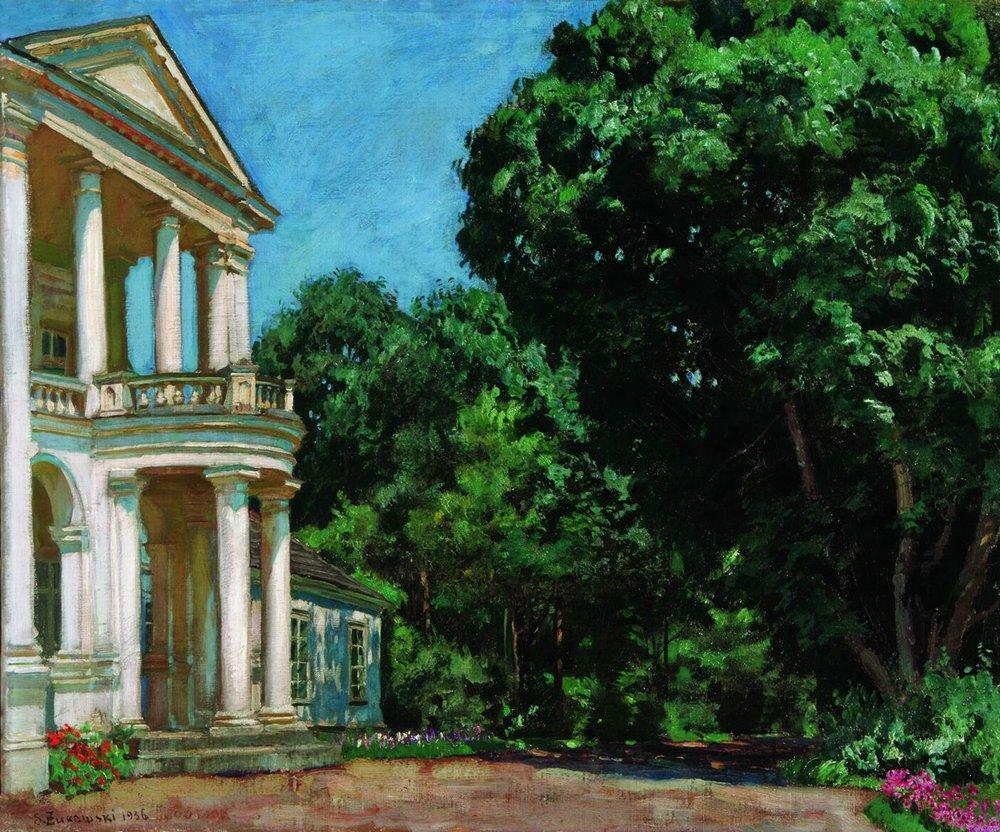
Podjazd do dworu, przed 1939 rokiem

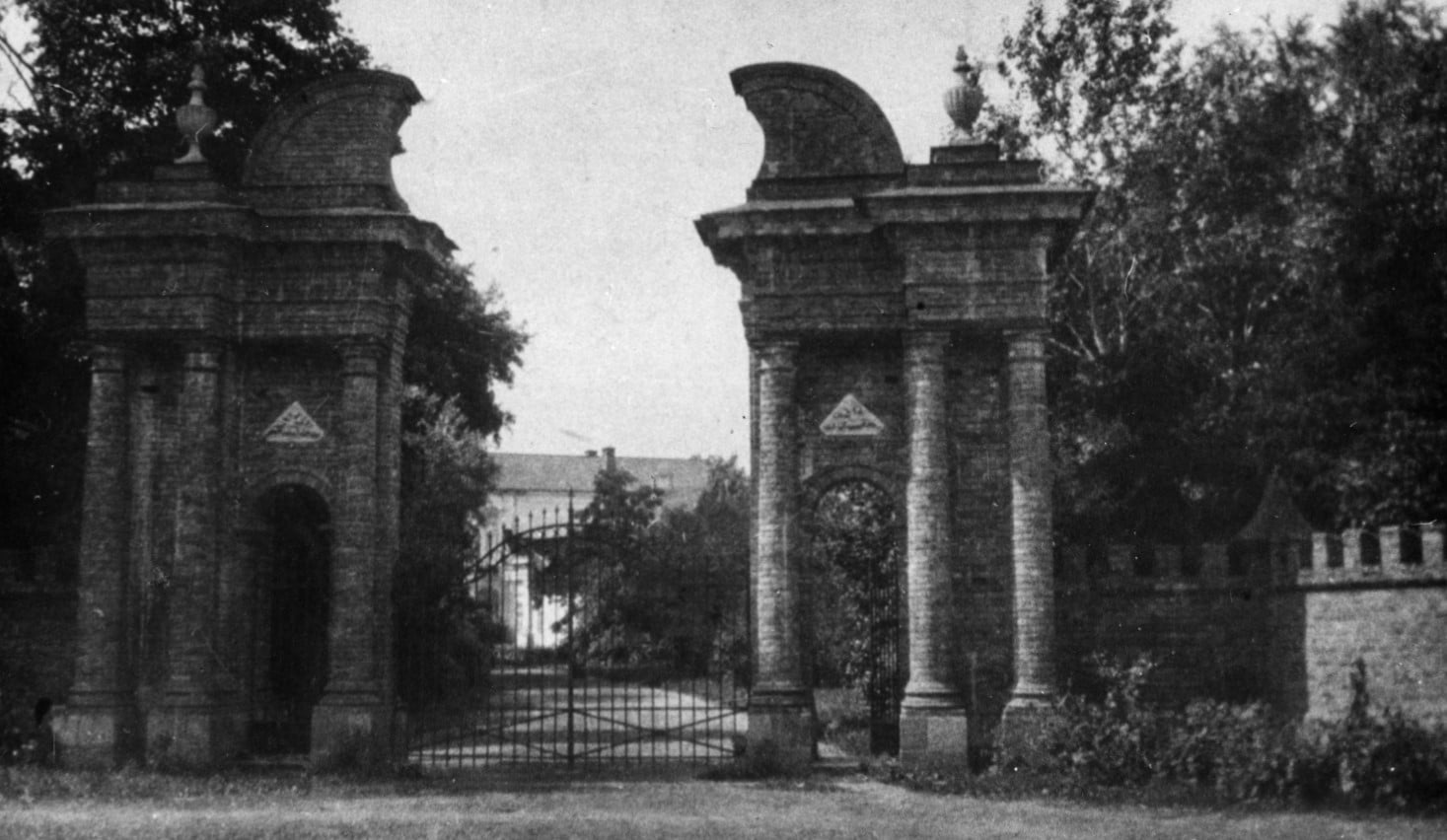
Okazała brama do rezydencji, przed 1939 rokiem